# Bonita Springs
Bonita Springs é uma cidade localizada no estado americano da Flórida, no condado de Lee. Foi incorporada em 31 de dezembro de 1999.

## Geografia
De acordo com o United States Census Bureau, a cidade tem uma área de 120,1 km², onde 100 km² estão cobertos por terra e 20,1 km² por água.

### Localidades na vizinhança
O diagrama seguinte representa as localidades num raio de 16 km ao redor de Bonita Springs.

## Demografia
Segundo o censo nacional de 2010, a sua população é de 43 914 habitantes e sua densidade populacional é de 439,26 hab/km². Possui 31 716 residências, que resulta em uma densidade de 317,24 residências/km².

## Galeria de imagens

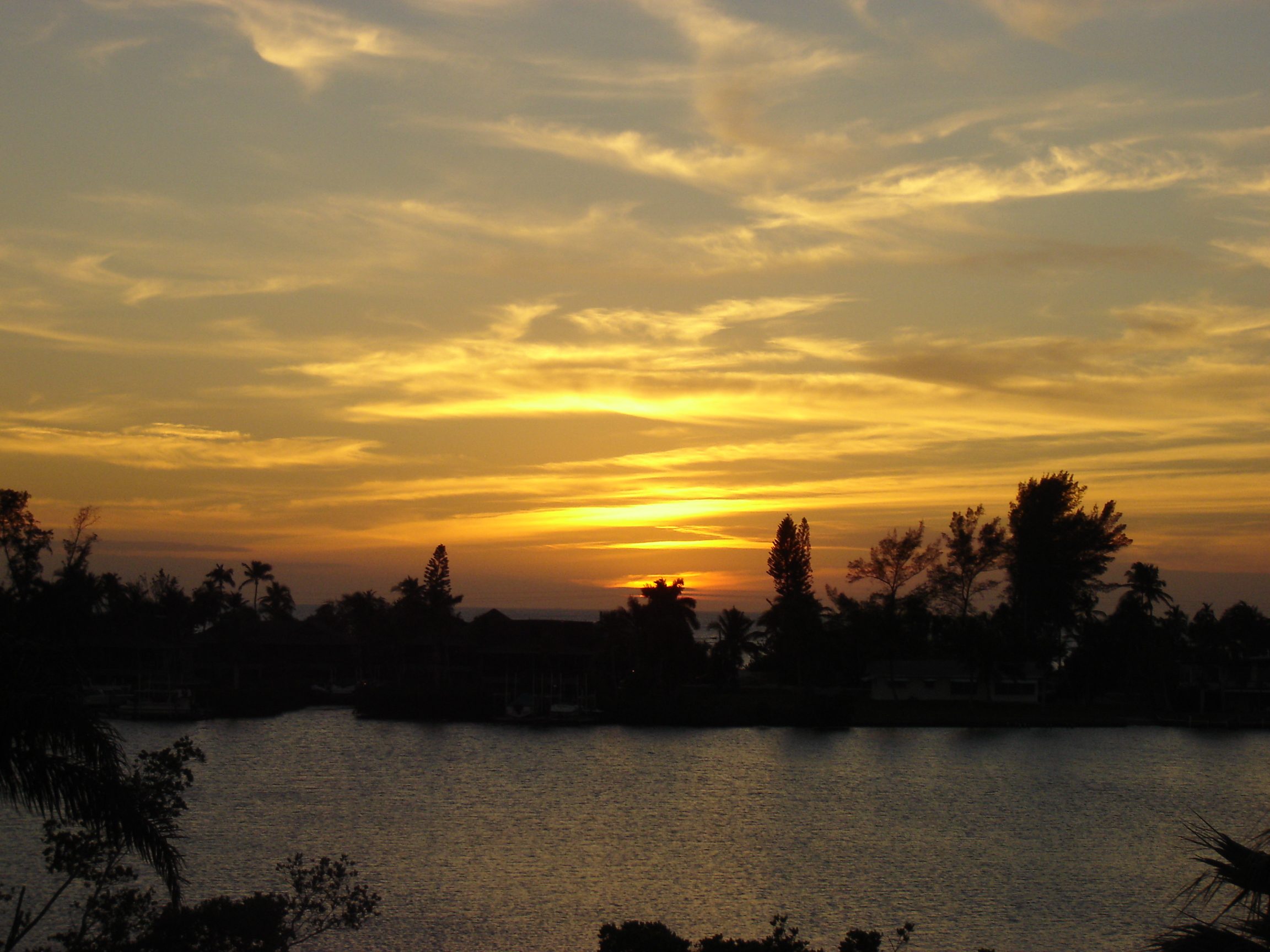
Pôr do sol sobre a baía
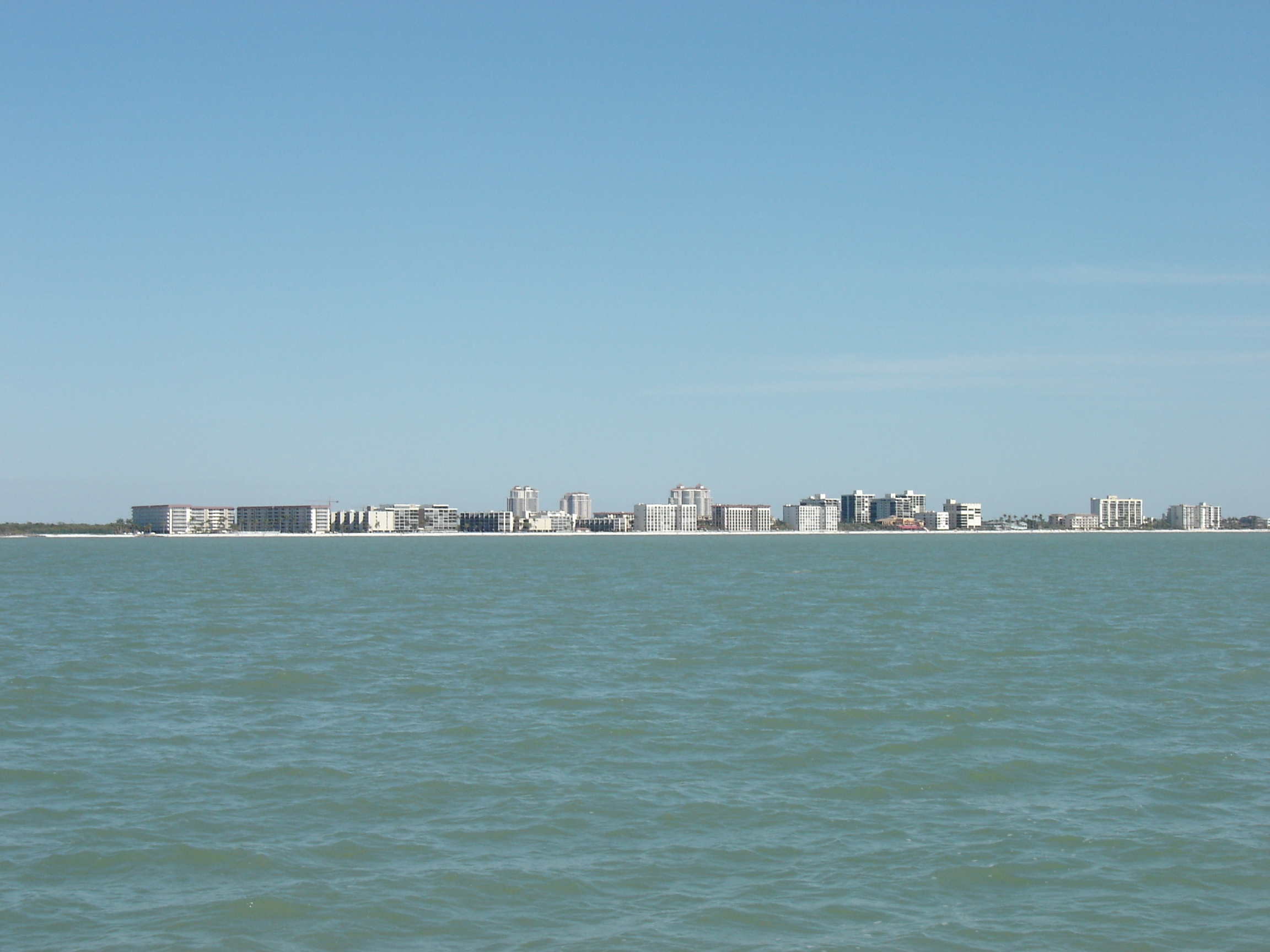
Cidade vista a partir do Golfo do México

## Geminações
- Grünstadt, Renânia-Palatinado, Alemanha[4]